# Короткоголовые червяги
Короткоголо́вые червя́ги или африка́нские червя́ги (лат. Scolecomorphidae), — семейство земноводных из отряда безногих (Gymnophiona). Включает 6 видов. Раньше их рассматривали в составе настоящих червяг в ранге подсемейства Scolecomorphinae.
Характеризуются широкой диастемой между предсошниковыми и нёбными зубами. Глаза покрыты костью.
Представители семейства обитают в экваториальной Африке: от Камеруна на западе до Танзании и Малави на востоке.

## Классификация
В семейство включают 2 рода и 6 видов:
- Род Crotaphatrema Nussbaum, 1985
  - Crotaphatrema bornmuelleri (Werner, 1899) — Камерунская червяга
  - Crotaphatrema lamottei (Nussbaum, 1981) — Червяга Ламотта
  - Crotaphatrema tchabalmbaboensis Lawson, 2000
- Род Scolecomorphus Boulenger, 1883 — Короткоголовые червяги
  - Scolecomorphus kirkii Boulenger, 1883 — Короткоголовая червяга
  - Scolecomorphus uluguruensis Barbour & Loveridge, 1928 — Краснобрюхая червяга
  - Scolecomorphus vittatus (Boulenger, 1895) — Двухцветная червяга

## Рекомендуемая литература
- Nussbaum R. A. (1985). Systematics of caecilians (Amphibia: Gymnophiona) of the family Scolecomorphidae. Occasional papers of the Museum of zoology, University of Michigan, Anna Arbor, Michigan, num. 713, 49 p. Текст  (англ.)